# Talcher Thermal Power Station Township
Talcher Thermal Power Station Township is een census town in het district Angul van de Indiase staat Odisha. 

## Demografie
Volgens de Indiase volkstelling van 2001 wonen er 6616 mensen in Talcher Thermal Power Station Township, waarvan 55% mannelijk en 45% vrouwelijk is. De plaats heeft een alfabetiseringsgraad van 85%. 